# Corythomantis
Corythomantis – rodzaj płazów bezogonowych z podrodziny Hylinae w obrębie rodziny  rzekotkowatych (Hylidae).

## Zasięg występowania
Rodzaj obejmuje gatunki występujące we wschodniej i północno-wschodniej Brazylii.

## Systematyka
Rodzaj zdefiniował w 1896 roku belgijsko-brytyjski zoolog George Albert Boulenger w artykule poświęconym nowym płazom bezogonowym ze zbiorów Muzeum Historii Naturalnej w Londynie, opublikowanym w czasopiśmie The Annals and magazine of natural history. Gatunkiem typowym jest (oznaczenie monotypowe) C. greeningi.

### Etymologia
Corythomantis: gr. κορυς korus, κορυθος koruthos ‘hełm’; μαντις mantis, μαντεως manteōs ‘żaba drzewna’.

### Podział systematyczny
Do rodzaju należą następujące gatunki:
- Corythomantis botoque Marques, Haddad & Garda, 2021
- Corythomantis greeningi Boulenger, 1896